# Décès en juillet 2018
Décès
- 2014
- 2015
- 2016
- 2017
- 2018
- 2019
- 2020
- 2021
- 2022

Pour une information complémentaire, voir la page d'aide.

| Date        | Nom                              | Activités                                                                                                   | Âge   | Source |
| ----------- | -------------------------------- | --- | ----- | ------ |
| 1er juillet | François Corbier                 | Chanteur, auteur-compositeur, poète, musicien, guitariste, animateur de télévision et comédien français.    | 73    |        |
| 1er juillet | Bojidar Dimitrov                 | Historien médiéviste, homme politique et polémiste bulgare.                                                 | 72    | (en)   |
| 1er juillet | Ayanna Dyette                    | Joueuse de volley-ball trinidadienne.                                                                       | 32    | (en)   |
| 2 juillet   | Henry Butler                     | Pianiste de jazz américain.                                                                                 | 69    | (en)   |
| 2 juillet   | Maurice Lemaître                 | Artiste, cinéaste, peintre, écrivain et poète libertaire français.                                          | 92    |        |
| 2 juillet   | Henri Froment-Meurice            | Ambassadeur français.                                                                                       | 95    |        |
| 2 juillet   | Ron Satlof                       | Réalisateur américain.                                                                                      | 79    | (en)   |
| 2 juillet   | Ángel Roberto Seifart            | Homme politique paraguayen.                                                                                 | 76    | (es)   |
| 2 juillet   | Meic Stephens                    | Journaliste, poète et traducteur gallois.                                                                   | 79    | (en)   |
| 3 juillet   | Thérèse Kleindienst              | Bibliothécaire française.                                                                                   | 101   |        |
| 3 juillet   | Henri Martre                     | Ingénieur aéronautique français.                                                                            | 90    |        |
| 3 juillet   | Robby Müller                     | Directeur de la photographie néerlandais.                                                                   | 78    | (en)   |
| 3 juillet   | Bradford A. Smith                | Astronome américain.                                                                                        | 86    | (en)   |
| 3 juillet   | Richard Swift                    | Chanteur, compositeur et producteur américain.                                                              | 41    | (en)   |
| 3 juillet   | Bill Watrous                     | Tromboniste américain de jazz.                                                                              | 79    | (en)   |
| 4 juillet   | Carmen Campagne                  | Auteure-compositrice-interprète canadienne.                                                                 | 58    |        |
| 4 juillet   | Georges-Emmanuel Clancier        | Écrivain et poète français.                                                                                 | 104   |        |
| 4 juillet   | Ernst Hamburger                  | Physicien et communicateur scientifique brésilien.                                                          | 85    | (pt)   |
| 4 juillet   | Ali Qanso                        | Homme politique libanais.                                                                                   | 70    | (en)   |
| 5 juillet   | François Budet                   | Auteur-compositeur-interprète français.                                                                     | 77    |        |
| 5 juillet   | Claude Lanzmann                  | Écrivain, journaliste et réalisateur français.                                                              | 92    |        |
| 5 juillet   | Gerald Messadié                  | Journaliste scientifique, essayiste et romancier français.                                                  | 86/87 |        |
| 5 juillet   | Ed Schultz                       | Animateur de radio américain.                                                                               | 64    | (en)   |
| 5 juillet   | Michel Suffran                   | Dramaturge, romancier et médecin français.                                                                  | 86    |        |
| 5 juillet   | Jean-Louis Tauran                | Cardinal français, membre de la Curie pontificale.                                                          | 75    |        |
| 6 juillet   | Shōkō Asahara                    | Gourou de la secte japonaise Aum Shinrikyō et criminel exécuté par pendaison.                               | 63    | (en)   |
| 6 juillet   | Armand Duval                     | Prêtre français, missionnaire d'Afrique (Père blanc), auteur de livres religieux                            | 90    | (en)   |
| 6 juillet   | Gilbert Facchinetti              | Entrepreneur suisse.                                                                                        | 82    |        |
| 6 juillet   | Vince Martin                     | Chanteur, auteur et compositeur américain.                                                                  | 81    | (en)   |
| 6 juillet   | Clifford Rozier                  | Joueur américain de basket-ball.                                                                            | 45    | (en)   |
| 7 juillet   | Michel de Bourbon-Parme          | Militaire, pilote automobile et homme d'affaires français.                                                  | 92    |        |
| 7 juillet   | Tyler Honeycutt                  | Basketteur américain.                                                                                       | 27    | (en)   |
| 7 juillet   | Vlatko Ilievski                  | Chanteur macédonien.                                                                                        | 33    | (en)   |
| 7 juillet   | Alan Johnson                     | Réalisateur et chorégraphe américain.                                                                       | 81    | (en)   |
| 7 juillet   | Hacène Lalmas                    | Footballeur algérien.                                                                                       | 75    |        |
| 7 juillet   | Firuz Mustafayev                 | Homme politique azerbaïdjanais, Premier ministre (1992).                                                    | 84    | (az)   |
| 7 juillet   | Masayuki Nagare                  | Sculpteur japonais.                                                                                         | 95    | (ja)   |
| 7 juillet   | Dominique Rozan                  | Acteur français.                                                                                            | 88    |        |
| 7 juillet   | Peter Sawyer                     | Historien britannique                                                                                       | 90    | (en)   |
| 8 juillet   | Alan Gilzean                     | Joueur de football britannique.                                                                             | 79    | (en)   |
| 8 juillet   | Tab Hunter                       | Acteur américain.                                                                                           | 86    | (en)   |
| 8 juillet   | Oliver Knussen                   | Compositeur et chef d'orchestre écossais.                                                                   | 66    |        |
| 8 juillet   | Barry Mills                      | Gangster américain.                                                                                         | 70    | (en)   |
| 8 juillet   | Frank Ramsey                     | Joueur puis entraîneur américain de basket-ball.                                                            | 86    | (en)   |
| 8 juillet   | Robert D. Ray                    | Homme politique américain.                                                                                  | 89    | (en)   |
| 8 juillet   | Lonnie Shelton                   | Joueur américain de basket-ball.                                                                            | 62    | (en)   |
| 8 juillet   | Carlo Vanzina                    | Réalisateur italien de cinéma.                                                                              | 67    | (it)   |
| 9 juillet   | Peter Carington                  | Homme politique et diplomate britannique.                                                                   | 99    | (en)   |
| 9 juillet   | Jehan Despert                    | Poète et essayiste français.                                                                                | 97    |        |
| 9 juillet   | Dominique Frelaut                | Homme politique français.                                                                                   | 90    |        |
| 9 juillet   | Temo Sukanaivalu                 | Homme politique fidjien.                                                                                    | 71    | (en)   |
| 9 juillet   | Michel Tromont                   | Homme politique belge.                                                                                      | 81    |        |
| 9 juillet   | Hans Günter Winkler              | Cavalier allemand, septuple médaillé olympique (deux fois en 1956 puis en 1960, 1964, 1968, 1972 et 1976).  | 91    | (de)   |
| 10 juillet  | Kebede Balcha                    | Athlète de fond éthiopien.                                                                                  | 66    | (en)   |
| 10 juillet  | Jessica Mann                     | Romancière britannique.                                                                                     | 80    | (en)   |
| 10 juillet  | Andreï Sousline                  | Mathématicien soviétique puis russe.                                                                        | 67    | (ru)   |
| 10 juillet  | John A. Stormer                  | Essayiste américain.                                                                                        | 90    | (en)   |
| 10 juillet  | Ladislav Toman                   | Joueur de volley-ball tchécoslovaque, médaillé d'argent aux Jeux olympiques d'été de 1964.                  | 83    | (cs)   |
| 11 juillet  | Bernard Chevallier               | Joueur français de rugby à XV.                                                                              | 92    |        |
| 11 juillet  | Abdelkhader Houamel              | Artiste-peintre algérien.                                                                                   | 81    |        |
| 11 juillet  | Lindy Remigino                   | Athlète américain, double champion aux Jeux olympiques d'été de 1952.                                       | 87    | (en)   |
| 12 juillet  | Len Chappell                     | Joueur américain de basket-ball.                                                                            | 77    | (en)   |
| 12 juillet  | Alain Fauré                      | Entrepreneur et homme politique français.                                                                   | 55    |        |
| 12 juillet  | Gerardo Fernández Albor          | Homme politique espagnol.                                                                                   | 100   | (es)   |
| 12 juillet  | Dimitar Marashliev               | Footballeur bulgare.                                                                                        | 70    | (bg)   |
| 12 juillet  | Roger Perry                      | Acteur américain.                                                                                           | 85    | (en)   |
| 12 juillet  | Pierre Romeijer                  | Cuisinier belge.                                                                                            | 88    |        |
| 12 juillet  | Laura Soveral                    | Actrice portugaise.                                                                                         | 85    | (pt)   |
| 12 juillet  | Robert Wolders                   | Acteur néerlandais.                                                                                         | 81    | (en)   |
| 13 juillet  | Stan Dragoti                     | Scénariste et réalisateur américain.                                                                        | 85    | (en)   |
| 13 juillet  | Joseph Raymond Frenette          | Homme politique canadien.                                                                                   | 83    |        |
| 13 juillet  | Frank Giroud                     | Scénariste français de bande dessinée.                                                                      | 62    |        |
| 13 juillet  | Édouard Kassaraté                | Général de corps d'armée ivoirien.                                                                          | 68    |        |
| 13 juillet  | Claudio Pieri                    | Arbitre de football italien.                                                                                | 77    | (it)   |
| 13 juillet  | Claude Seignolle                 | Écrivain français.                                                                                          | 101   |        |
| 13 juillet  | Thorvald Stoltenberg             | Homme politique norvégien.                                                                                  | 87    | (no)   |
| 14 juillet  | Mario Casalinuovo                | Homme politique italien.                                                                                    | 96    | (en)   |
| 14 juillet  | Christa Dichgans                 | Peintre allemande.                                                                                          | 78    | (de)   |
| 14 juillet  | Theo-Ben Gurirab                 | Homme politique namibien.                                                                                   | 80    | (en)   |
| 14 juillet  | Luc Rosenzweig                   | Journaliste puis écrivain français.                                                                         | 74    |        |
| 14 juillet  | Masa Saito                       | Lutteur et catcheur japonais.                                                                               | 76    | (en)   |
| 15 juillet  | Ronny Fredrik Ansnes             | Fondeur norvégien.                                                                                          | 29    | (no)   |
| 15 juillet  | Trevor Brewer                    | Joueur britannique de rugby à XV.                                                                           | 87    | (en)   |
| 15 juillet  | Ray Emery                        | Joueur canadien de hockey sur glace.                                                                        | 35    |        |
| 15 juillet  | Dragutin Šurbek                  | Pongiste croate.                                                                                            | 71    | (en)   |
| 16 juillet  | Gabriel Caruana                  | Artiste maltais.                                                                                            | 89    | (en)   |
| 16 juillet  | Robin Jones                      | Joueur américain de basket-ball.                                                                            | 64    | (en)   |
| 16 juillet  | Christian Menn                   | Ingénieur suisse.                                                                                           | 91    |        |
| 16 juillet  | Jerzy Piskun                     | Basketteur polonais.                                                                                        | 80    | (pl)   |
| 17 juillet  | Yvonne Blake                     | Costumière espagnole d'origine britannique.                                                                 | 78    | (es)   |
| 17 juillet  | Hugh Whitemore                   | Dramaturge et scénariste américain.                                                                         | 82    | (en)   |
| 18 juillet  | Ophélie Longuet                  | Danseuse et professeur de danse classique française.                                                        | 40    |        |
| 18 juillet  | Czesław Malec                    | Joueur polonais de basket-ball.                                                                             | 77    |        |
| 18 juillet  | Pedro Pérez                      | Athlète cubain.                                                                                             | 66    | (es)   |
| 18 juillet  | Burton Richter                   | Physicien américain.                                                                                        | 87    | (en)   |
| 19 juillet  | Nino Fuscagni                    | Acteur italien.                                                                                             | 80    | (it)   |
| 19 juillet  | Shinobu Hashimoto                | Scénariste et réalisateur japonais.                                                                         | 100   | (en)   |
| 19 juillet  | Jacques Mbadu                    | Homme politique congolais.                                                                                  |       |        |
| 19 juillet  | Jean Mercier                     | Journaliste, essayiste et romancier français.                                                               | 54    |        |
| 19 juillet  | Denis Ten                        | Patineur artistique kazakh, médaillé de bronze aux Jeux olympiques d'hiver de 2014.                         | 25    | (en)   |
| 19 juillet  | John Vigilante                   | Joueur américain de hockey sur glace.                                                                       | 33    | (en)   |
| 20 juillet  | Michael Lapage                   | Rameur britannique, médaillé d'argent aux Jeux olympiques d'été de 1948.                                    | 94    | (en)   |
| 20 juillet  | Mitsuo Matayoshi                 | Homme politique japonais.                                                                                   | 74    | (ja)   |
| 20 juillet  | Haydn Morgan                     | Joueur britannique de rugby à XV.                                                                           | 81    | (en)   |
| 20 juillet  | Heinz Schilcher                  | Footballeur autrichien.                                                                                     | 71    | (de)   |
| 20 juillet  | Christoph Westerthaler           | Footballeur autrichien.                                                                                     | 53    | (de)   |
| 21 juillet  | Peter Blake                      | Acteur britannique.                                                                                         | 69    | (en)   |
| 21 juillet  | Pierre Jacob                     | Homme politique canadien.                                                                                   | 65    |        |
| 21 juillet  | Arvo Jantunen                    | Basketteur puis entraîneur, handballeur et footballeur finlandais.                                          | 89    | (fi)   |
| 21 juillet  | Ryū Matsumoto                    | Homme politique japonais.                                                                                   | 67    | (en)   |
| 21 juillet  | Camille Perl                     | Prélat luxembourgeois, personnalité de la Curie romaine.                                                    | 79    | (de)   |
| 21 juillet  | Elmarie Wendel                   | Actrice américaine.                                                                                         | 89    | (en)   |
| 22 juillet  | Mános Eleftheríou                | Écrivain et poète grec.                                                                                     | 80    | (en)   |
| 22 juillet  | Frank Havens                     | Céïste américain, médaillé d'argent aux Jeux olympiques d'été de 1948 et champion olympique à ceux de 1952. | 93    | (en)   |
| 22 juillet  | Fatima Abdel Mahmoud             | Femme politique soudanaise.                                                                                 | 73    | (en)   |
| 22 juillet  | Chiyo Miyako                     | Supercentenaire japonaise.                                                                                  | 117   | (en)   |
| 22 juillet  | Tony Sparano                     | Joueur et entraîneur de football américain.                                                                 | 56    |        |
| 23 juillet  | Oksana Chatchko                  | Activiste féministe ukrainienne.                                                                            | 31    |        |
| 23 juillet  | Choi In-hun                      | Écrivain sud-coréen.                                                                                        | 82    | (en)   |
| 23 juillet  | Paul Madeley                     | Footballeur anglais.                                                                                        | 73    | (en)   |
| 23 juillet  | Charles-Grégoire de Mecklembourg | Prince, historien de l'art et mécène allemand.                                                              | 85    | (de)   |
| 23 juillet  | Pierre Pican                     | Prélat catholique français.                                                                                 | 83    |        |
| 23 juillet  | Maryon Pittman Allen             | Femme politique américaine.                                                                                 | 92    | (en)   |
| 23 juillet  | Claude Polin                     | Philosophe français.                                                                                        | 80/81 | (en)   |
| 23 juillet  | Paul Savatier                    | Acteur et romancier français.                                                                               | 87    |        |
| 23 juillet  | May Skaf                         | Actrice syrienne.                                                                                           | 49    |        |
| 23 juillet  | Mustapha Tounsi                  | Écrivain algérien.                                                                                          | 78    |        |
| 24 juillet  | Vincenzo Silvano Casulli         | Astronome italien.                                                                                          | 73    | (it)   |
| 24 juillet  | Mary Ellis                       | Aviatrice britannique.                                                                                      | 101   | (en)   |
| 24 juillet  | Corinne Gallant                  | Professeure canadienne.                                                                                     | 96    |        |
| 24 juillet  | Delroy Scott                     | Footballeur puis entraîneur jamaïcain.                                                                      | 71    | (en)   |
| 25 juillet  | Vakhtang Balavadze               | Lutteur soviétique puis géorgien, médaillé de bronze aux Jeux olympiques d'été de 1956.                     | 90    |        |
| 25 juillet  | Guy Fallot                       | Violoncelliste français.                                                                                    | 91    |        |
| 25 juillet  | Luis Gneiting                    | Homme politique paraguayen.                                                                                 | 50    |        |
| 25 juillet  | Sergio Marchionne                | Industriel et homme d'affaires canado-italien.                                                              | 66    |        |
| 25 juillet  | Michèle Pirazzoli-t’Serstevens   | Sinologue, historienne de l'art et archéologue française.                                                   | 83    |        |
| 25 juillet  | Jean-Louis Quéreillahc           | Écrivain français.                                                                                          | 97    |        |
| 25 juillet  | Líber Vespa                      | Footballeur uruguayen.                                                                                      | 46    |        |
| 25 juillet  | Giancarlo Vitali                 | Peintre et graveur italien.                                                                                 | 88    | (it)   |
| 25 juillet  | Patrick Williams                 | Compositeur et chef d'orchestre américain.                                                                  | 79    | (en)   |
| 26 juillet  | Michel Butel                     | Écrivain, éditeur de journaux français.                                                                     | 77    |        |
| 26 juillet  | Adem Demaçi                      | Homme politique et écrivain albanais originaire du Kosovo.                                                  | 82    | (en)   |
| 26 juillet  | Aloyzas Kveinys                  | Joueur d'échecs soviétique puis lituanien.                                                                  | 56    | (lt)   |
| 26 juillet  | Pierre-André Lablaude            | Architecte français.                                                                                        | 71    |        |
| 26 juillet  | Orlando Ramírez                  | Footballeur chilien.                                                                                        | 75    | (es)   |
| 26 juillet  | Alastair Yates                   | Journaliste et présentateur britannique.                                                                    | 66    | (en)   |
| 26 juillet  | Alfredo del Águila               | Footballeur mexicain.                                                                                       | 83    | (es)   |
| 27 juillet  | Siyosatxon Abdullayeva           | Paysanne et dirigeante agricole ouzbèke.                                                                    | 77    | (uz)   |
| 27 juillet  | Bernard Hepton                   | Acteur, producteur et réalisateur britannique.                                                              | 92    | (en)   |
| 27 juillet  | Herbert Keßler                   | Homme politique autrichien.                                                                                 | 93    | (de)   |
| 27 juillet  | Marcia Maria                     | Chanteuse de jazz brésilienne.                                                                              | ?     |        |
| 27 juillet  | Vladimir Voïnovitch              | Écrivain russe.                                                                                             | 85    | (en)   |
| 28 juillet  | Olga Jackowska                   | Chanteuse et auteur-compositrice polonaise.                                                                 | 67    | (en)   |
| 29 juillet  | Hans Kristian Amundsen           | Homme politique norvégien.                                                                                  | 58    | (no)   |
| 29 juillet  | Brian Christopher Lawler         | Catcheur américain.                                                                                         | 46    | (en)   |
| 29 juillet  | Vibeke Skofterud                 | Fondeuse norvégienne, championne aux Jeux olympiques d'hiver de 2010.                                       | 38    | (no)   |
| 29 juillet  | Tomasz Stańko                    | Trompettiste et compositeur polonais.                                                                       | 76    |        |
| 29 juillet  | Nikolai Volkoff                  | Catcheur yougoslave naturalisé américain.                                                                   | 70    | (en)   |
| 30 juillet  | Uwe Brandner                     | Réalisateur allemand.                                                                                       | 77    | (de)   |
| 30 juillet  | Tony Bullimore                   | Navigateur britannique.                                                                                     | 79    | (en)   |
| 30 juillet  | Maria Dzielska                   | Historienne polonaise.                                                                                      | 75    | (pl)   |
| 30 juillet  | Jacoba Haas                      | Peintre néerlandaise.                                                                                       | 72    | (nl)   |
| 30 juillet  | Andreas Kappes                   | Coureur cycliste allemand.                                                                                  | 52    | (it)   |
| 30 juillet  | Khayyam Mirzazade                | Compositeur soviétique, puis azerbaïdjanais.                                                                | 82    | (ru)   |
| 31 juillet  | Rafael Amador                    | Footballeur mexicain.                                                                                       | 59    | (es)   |
| 31 juillet  | Jean-Yves Chatelais              | Acteur français.                                                                                            | 63    |        |
| 31 juillet  | Alex Fergusson                   | Homme politique britannique.                                                                                | 69    | (en)   |
| 31 juillet  | Nino Staffieri                   | Évêque italien.                                                                                             | 86    | (it)   |
| 31 juillet  | Finn Tveter                      | Rameur norvégien, médaillé d'argent aux Jeux olympiques d'été de 1976.                                      | 70    | (no)   |